# Іннокентієвка (Бурятія)
Іннокентієвка (рос. Иннокентьевка) — село Кіжингинського району, Бурятії Росії. Входить до складу Сільського поселення Середньокодунський сомон.
Населення — 144 особи (2015 рік).